# Иден, Элизабет
Эли́забет Де́бби И́ден (англ. Elizabeth Debbie Eden; 19 августа 1946 — 29 сентября 1987) — американская транссексуальная женщина, чей возлюбленный Джон Войтович попытался ограбить банк, чтобы заплатить за её операцию по коррекции пола. По мотивам этой истории была снята американская криминальная драма «Собачий полдень» режиссёра Сидни Люмета. Элизабет Иден стала прототипом Леона Шермера, которого играет Крис Сарандон.

## Отношения с Войтовичем
В 1971 году она и Войтович встретились в Нью-Йорке. В том же году Элизабет в свадебном платье и Джон в военной одежде поженились на публичной церемонии. После серии попыток самоубийства, которые Войтович объяснял депрессией Иден из-за ее неспособности позволить себе операцию по коррекции пола, Иден была помещена в психиатрическую больницу.
22 августа 1972 года Войтович попытался ограбить отделение банка «Chase Manhattan» в Грейвсенде, Бруклин. Иден не знала об этом. Войтович был приговорен к 20 годам, но освобожден в 1978 году. За нарушения правил условно-досрочного освобождения Войтович отсидел в тюрьме ещё два срока в 1984 и 1986—1987 годах. Его освободили в апреле 1987 года. Иден посещала его в Нью-Йорке примерно раз в месяц.
В фильме «Собачий полдень» Сонни (Войтович) оформляет завещание, чтобы дать Леону (Иден) страховку, чтобы, даже если его убьют, она могла бы заплатить за операцию. Войтович получил 7500 долларов и 1% от чистой прибыли, принесённой фильмом, за права на его историю. Из этих денег он оплатил для Иден операцию по коррекции пола.

## Биография
Иден родилась 19 августа 1946 года в Озон-Парке, Куинс.
После операции по коррекции пола Иден вышла замуж, но не за Войтовича, а затем развелась.
Иден скончалась от пневмонии, развившейся у неё из-за СПИДа, 29 сентября 1987 года, в возрасте 41 года, в больнице Джинези в Рочестере, штат Нью-Йорк.

## Наследие
Её личные документы и фотографии были посмертно переданы в Национальный архив истории лесбиянок, геев, бисексуалов и трансгендерных людей в Общественном центре лесбиянок, геев, бисексуалов и трансгендерных людей Нью-Йорка 14 июня 1990 года.